# سفر به اروپا (فیلم)
سفر به اروپا (به انگلیسی: EuroTrip) نام فیلم کمدی آمریکایی است که به سبک فیلم‌های سفر جاده و مدرسه قدیمی ساخته شده‌است. این فیلم داستان چهار دوست است که از آمریکا برای یافتن دوست دختر آلمانی یکی از آن‌ها (اسکات تامس) با نام مایکه به اروپا سفر می‌کنند.
آنها در این سفر از شهرهای بزرگ اروپا نظیر لندن، پاریس، آمستردام، براتیسلاوا، برلین و رم میگذرند و در طی راه اتفاق‌های جالبی برای آنها روی می‌دهد.
این فیلم در اکران جهانی با فروش ۲۰ میلیون دلاری روبرو شد.

## خلاصه داستان
داستان فیلم از قسمتی شروع می‌شود که اسکات تامس معروف به اسکاتی نقش اول فیلم در جشن فارغ التحصیلی از دبیرستان دوست دخترش فیونا او را ترک می‌کند.
اسکاتی که قبلاً توسط اینترنت با دختری آلمانی به نام مایکه (Mieke) آشنا شده بود و تصور می‌کرد که او  یک پسر همجنس گرااست و به همین خاطر قرار ملاقاتی که با وی ترتیب داده بود را لغو کرد. اسکاتی بعداً توسط برادرش متوجه شد که نام "Mieke" در زبان آلمانی "Mike" نیست بلکه یک نام شبیه "Michelle" در زبان انگلیسی است.
اسکاتی که به اشتباه خودش پی برد و سعی در ارتباط دوباره با مایکه کرد ولی او ایمیلش را مسدود کرده‌است. کوپر یکی از دوستان اسکاتی به او پیشنهاد کرد که به آلمان برود و مایکه را از نزدیک ببیند.
آنها تصمیم گرفتند که با هم به آلمان سفر کنند ولی به دلیل پول کم مجبور شدند اول به انگلیس و از آنجا از راه زمینی به برلین بروند.
آنها در لندن با اوباش فوتبال برخورد کردند که طرفدار تیم منچستر یونایتد بودند و همراه اتوبوس آنها که برای دیدن مسابقه‌ای به فرانسه می‌رفتند به پاریس رفتند.
در آنجا با دو دوست دیگرشان که خواهر و برادر دو قلویی بودند تصمیم گرفتند که به برلین بروند ولی در طول راه نیز از شهرهای دیگر اروپا دیدن کنند.
در این فیلم آنها طی سفرشان که بیشتر قسمت‌ها با قطار بود با اتفاق‌های بعضاً ناخوشایندی روبرو می‌شدند و حتی در قسمتی از داستان آنها که پول و مدارکشان به سرقت رفته بود به همراه مردی آلمانی که اسکاتی زبان او را به درستی نفهمید به اروپای شرقی (براتیسلاوا) رفتند.
پس از ماجراهای بسیار آنها وارد آلمان شدند ولی اثری از مایکه نیافتند زیرا او به همراه یک تور دریایی به گردش در رم رفته‌است و اگر دیر بجنبند دیگر به او نخواهند رسید به همین خاطر جیمی دوست اسکات دوربین عکاسی گران قیمت خود را میفروشد تا آنها بتوانند سریعتر به مایکه برسند.
آنها به واتیکان می‌روند و ماجراهایی در کلیسای واتیکان برای آنها پیش می‌آید و در همان مکان اسکاتی مایکه را میبیند.
پس از مدتی که اسکاتی به اوهایو برگشته‌است متوجه می‌شود که به طور اتفاقی دوست دختر آلمانی اش نیز هم اتاقی اش شده می‌شود و داستان تمام می‌شود.

## بازیگران
- اسکات مکلوویچ در نقش Scott "Scotty" Thomas
- جیکوب پیتس در نقش Cooper Harris
- میشل تراکتنبرگ در نقش Jenny
- تراویس وستر در نقش Jamie
- جسیکا بوئس در نقش Mieke
- کریستین کروک در نقش Fiona
- نیال اسخاکوف در نقش Bert Thomas
- وینی جونز در نقش Mad Maynard
- جی.پی مانوکس در نقش Robot mime from Louvre
- فرد ارمیسن در نقش the Creepy Italian Guy
- جوانا لامبی در نقش Hostel clerk
- لوسی لاولس در نقش Madame Vandersexxx
- دایدریچ بیدر در نقش Alleyway thief
- پاتریک راپولد در نقش Kristoff
- راده سربزیا در نقش Tibor
- یانا پالاسک, در نقش Anna, the Camera Store Girl
- پاتریک مالاهید در نقش Arthur Frommer
- جفری تامبر (uncredited) در نقش Mr. Thomas
- مت دیمون در نقش Donny